# Legione Galateo
La Legione Galateo fu un corpo militare della Repubblica di San Marco che prese parte alla Prima guerra d'indipendenza italiana. Successivamente il suo nome cambiò in varie versioni: IV Legione di Linea Veneta o Battaglione di Treviso.

## Costituzione
La Legione Galateo venne ufficialmente formata il 23 marzo 1848, a seguito della proclamazione della Repubblica di San Marco. Venne costituita a Treviso dai disertori del terzo battaglione del KK IR 16 "Conte Zannini ", reggimento austriaco che reclutava nelle province di Treviso, Venezia e parte del Vicentino. I disertori si radunarono il 27 marzo attorno all'ufficiale bolognese Giuseppe Galateo, che divenne maggiore di tale corpo, composto inizialmente da 6 compagnie. Nei giorni successivi il corpo verrà diviso in più distaccamenti così ripartiti:
- I Distaccamento, al comando del primo tenente Giovanni Venturini di Peschiera del Garda (260 uomini), costituitosi il 30 marzo;
- II Distaccamento, al comando del capitano Teodoro Bosa, di Milano (Compagnie II e IV, per un totale di 500 uomini circa), costituitosi il 31 marzo;
- III Distaccamento, al comando del capitano Carlo Majolarini di Verona (400 uomini circa), costituitosi il 2 aprile.
- IV Distaccamento, al diretto comando del maggiore Giuseppe Galateo (200 uomini circa) costituito dalle rimanenti forze a Treviso.

## Prime azioni

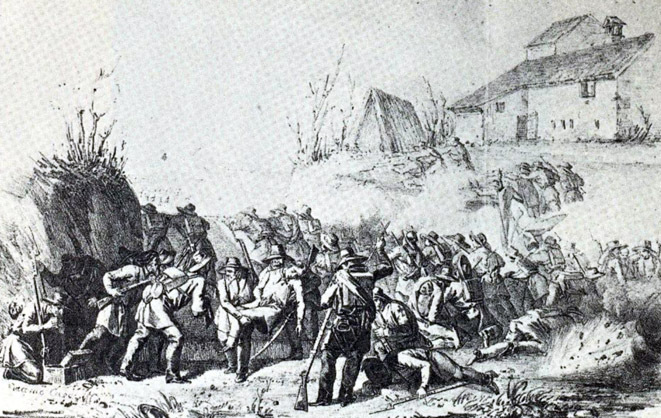
Volontari trevigiani e vicentini combattono durante la battaglia di Sorio e Montebello dell'8 aprile 1848.

### Il battesimo di fuoco
Le forze del Venturini, il 30 marzo, partirono per Vicenza insieme alla Legione dei Crociati Trevigiani e l'8 aprile presero parte alla battaglia di Sorio e Montebello. Lo scontro, che si limitò essenzialmente a delle schermaglie tra insorti e austriaci, vide lo schieramento imperiale, più organizzato, avere la meglio sulle forze vicentine e trevigiane. Dopo la battaglia, il distaccamento del tenente Venturini ritornò a Treviso, ricongiungendosi col distaccamento maggiore Galateo.
Nel frattempo, il 31 marzo,  il II Distaccamento, comandato dal Bosa, si mosse in direzione del Friuli, scontrandosi il 17 aprile con gli austriaci a Visco. Le forze d'avanguardia austriache, comandate dal generale Nugent, si scontrarono con le forze del generale Carlo Zucchi, al cui comando, oltre che le due compagnie della Legione Galateo, erano posti anche i Crociati Bellunesi, Agordini e Friulani. Gli austriaci, forti di 1.500 uomini, respinsero le forze dello Zucchi che furono costrette a ritirarsi nella fortezza di Palmanova e in quella di Osoppo. Dopo la capitolazione di Palmanova, il 9 luglio, i superstiti ritorneranno a Venezia, riunendosi alla formazione principale.
Il 2 aprile, il distaccamento del Majorani si mosse in direzione di Udine, scontrandosi con le forze austriache che cingevano d'assedio la città, costringendole temporaneamente alla ritirata. Il 22 aprile, le restanti forze, al comando del Galateo, sotto la direzione del generale Alberto La Marmora, si diressero verso Pordenone, riunendosi con il distaccamento di Majorani, ritiratosi dopo la riconquista austriaca di Udine.

### In Friuli

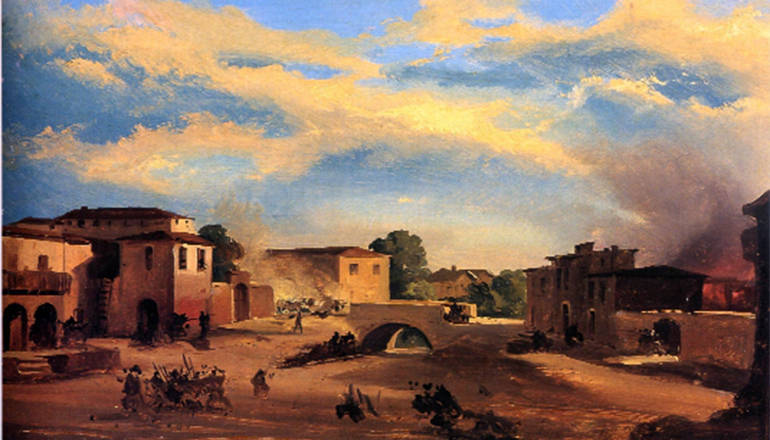
La battaglia di Visco del 17 aprile 1848, dipinta dal patriota italiano Ippolito Caffi che partecipò alla battaglia inquadrato nei Crociati Agordini e che in tale scontro venne preso prigioniero dagli austriaci.

I due distaccamenti della Legione Galateo (circa 800 uomini), riuniti nella Divisione del generale La Marmora, varcarono il 23 il Tagliamento e si posero in direzione di Codroipo. Giunti colà, rendendosi conto che la linea di difesa sul Tagliamento non avrebbe retto, La Marmora scelse di dare alle fiamme il ponte, retrocedendo prima a Sacile, poi a Conegliano, ponendosi sulla riva destra del Piave. La Legione Galateo venne dislocata a Ponte della Priula, ove il 27 ricevette l'ordine di bruciarne il ponte. Qui i soldati rimasero fino alla notte del 10 maggio, scontrandosi con le forze austriache in avanzata.

### Ritirata in Veneto
Sempre il 10 maggio, il Governo Provvisorio di Venezia, visti gli insuccessi del La Marmora, decise di sostituirlo col generale Alessandro Guidotti, il quale, dopo alcuni scontri con le forze austriache, ordinò una repentina ritirata verso Treviso. Nella notte tra il 10 e l'11 maggio, il Guidotti optò per una ritirata dalla linea del Piave, dal momento che le forze austriache nel settore erano aumentate. La Legione Galateo venne selezionata come ultima unità di retroguardia e ricevette l'ordine di tenere il ponte sulla Piave fino alla ritirata di tutte le forze alleate. Successivamente, la Legione Galateo, dopo un ultimo scontro con gli austriaci avvenuto nella notte dell'11, si ritirò ordinatamente verso Treviso.
A Treviso ora si trovavano schierate 4 compagnie della Legione Galateo ( I, III, V e VI), mentre le altre due, sotto il comando del capitano Bosa, si trovavano cinte d'assedio a Palmanova e Osoppo. Il maggiore Galateo ottenne nei giorni seguenti l'ordine di porsi in difesa del Lido, degli Alberoni, di San Pietro in Volta e di Marghera, facendo schierare in tale forte ben 400 uomini. Il 21 maggio, il Galateo, al comando della guarnigione di Marghera, fu incaricato di muovere in soccorso di Vicenza, muovendosi insieme alla Legione Antonini, in direzione di Altavilla Vicentina.

## La battaglia di Vicenza

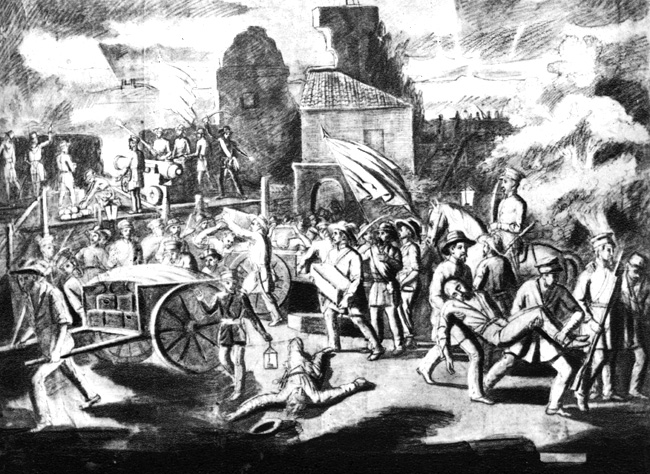
Bozzetto di Agostino Bottazzi che raffigura la difesa e lo sgombero delle polveri dalla Rocchetta, presso le mura di Porta Nuova, durante il bombardamento austriaco della notte tra il 23 e 24 maggio 1848.

Gli austriaci, comandati dal generale Nugent, muovendosi da Padova, avevano sferrato il 20 maggio un primo attacco a Vicenza. Il Nugent si era preposto come obbiettivo, oltre che il forzare il passaggio verso Verona, di liberare la città dagli insorti. Tuttavia, soverchiati dalle difese dei volontari comandati dal colonnello Belluzzi, furono costretti a rinunciare a Vicenza e, ponendosi a sud della città, ripresero la marcia verso Verona. Il 21, verso mezzogiorno, arrivarono finalmente i rinforzi del generale Durando e con loro anche la Legione Galateo e la Legione Antonini. Le due legioni, con l'intenzione di bloccare il nemico in ritirata, si mossero verso Altavilla, scontrandosi con la retroguardia austriaca a Ponte Alto, presso località Olmo e costrinsero gli avversari alla fuga. Nello stesso scontro, il generale Antonini venne ferito gravemente al braccio e gli dovette essere amputato.
Il 23 sera, il feldmaresciallo Radetzky, si mosse a San Bonifacio dove radunò la colonna del Nugent in fuga da Vicenza. Successivamente ordinò al generale Principe di Schwarzenberg e al generale Thurn-Taxis di muoversi verso Vicenza con un'avanguardia di circa 16.000 uomini. Gli austriaci giunsero alle porte della città in piena notte, assaltando i fortilizi fatti erigere da Durando presso Borgo San Felice. Dopo violenti assalti, i difensori furono costretti alla ritirata a Porta Castello. A mezzanotte gli austriaci attaccarono nuovamente in massa, ma, prontamente, il generale Durando iniziò un violento fuoco di artiglieria da Monte Berico, infliggendo numerose perdite all'artiglieria austriaca. Dunque, gli austriaci, decisero di prendere d'assalto Monte Berico, ma vennero fermati dal fiume Retrone, fatto precedentemente esondare dai volontari. Dall'altra parte, gli austriaci si portarono sotto le mura, ma vennero respinti da una sortita degli svizzeri e carabinieri pontifici. Sempre in questa azione, un paio di compagnie della Legione Galateo, guidate dal tenente Ottavio Framarin, inflissero violente perdite agli assedianti austriaci presso le Cattane, respingendoli fino al Biron.

Lo stesso maggiore Galateo, scrisse nel suo rapporto al generale Antonini: 
Martedì 23 corrente maggio, alle ore 6 pom., ricevuto l'ordine di recarmi con due Compagnie a presidiare la Porta di S. Croce, e con ľ altra quella di S. Bortolo, mi portai all'istante. Disposte le mie genti, tutto rimase tranquillo, fino quasi alla mezzanotte. L'assalto alla Porta Castello ebbe principio circa alla mezzanotte e durò fino all'alba. Poco dopo il principiare di questa, il nemico attaccò la Porta S. Croce e quivi si sostenne fino a mezzogiorno, tempo in cui si ebbe la fortuna di fugarlo con grave suo danno. La mia gente si comportò valorosamente e non posso che lodarmene. Ebbi la dispiacenza che rimanessero nello scontro feriti due dei miei migliori Sergenti.
La stessa azione fu riportata nel Bollettino di guerra di Vicenza di quel giorno:
[...] un Battaglione di Svizzeri ed alquanti della Legione Galateo, usciti dalla barricata di Santa Croce, caricarono a baionetta i Croati, molti ne uccisero e costrinsero gli altri alla fuga.

## Riorganizzazione
Dopo il fortunato esito della difesa di Vicenza, la Legione Galateo, il 29 maggio, riceve l'ordine di ritornare a Forte Marghera. Il 17 Agosto 1848, per ordine del Comando delle truppe dello Stato veneto, a cui faceva capo il generale Guglielmo Pepe, tutte le forze militari, irregolari e regolari, vennero riorganizzate all'interno di "Legioni di Linea ". La Legione Galateo venne inserita nella IV Legione di Linea veneta, in cui confluirono anche i Crociati padovani; la Legione Galateo avrebbe formato il primo battaglione, mentre i Crociati padovani, al comando del maggiore Alberto Cavalletto, il secondo. Tuttavia tale organizzazione durò poco, infatti verso metà settembre i Crociati padovani vennero uniti ai Crociati vicentini per la formazione della III Legione. Il 18 ottobre, i Cacciatori del Sile, furono aggregati alla Legione Galateo insieme alla Compagnia Sottoufficiali, comandanti dal capitano Straolino e il primo novembre si aggiunse anche il Battaglione Prato.
La IV Legione di Linea veneta venne riorganizzata in questo modo:
- Primo battaglione (Battaglione Trevigiano)  : Legione Galateo (prime 6 compagnie) + Battaglione Prato (ultime 2 compagnie) al comando del maggiore, poi tenente colonnello, Giuseppe Galateo;
  - I Compagnia : capitano Giovanni Trojer, sostituito poi dal capitano Pietro Luigi Zanetti;
  - II Compagnia : tenente Giuseppe Liberali;
  - III Compagnia : capitano Majolarini Carlo;
  - IV Compagnia : capitano Eugenio Caimi, sostituito poi dal primo tenente Giovanni Venturini;
  - V Compagnia : capitano Teodoro Bosa;
  - VI Compagnia : primo tenente Gervasio Martinelli;
  - VII Compagnia : primo tenente Giovanni Venturini, poi primo tenente Giovanni Battista Morel e infine tenente Felice Bonivento;
  - VIII Compagnia : primo tenente Felice Moccia, poi capitano Francesco Comello;

Le Compagnie VII e VIII vennero successivamente smistate nelle altre sei compagnie.
Totale: 737 uomini.
- Secondo battaglione (Primo battaglione di Linea veneta) : Cacciatori del Sile + Compagnia Sottufficiali (IV Compagnia) al comando del capitano, poi maggiore,  Regalazzo;
  - I Compagnia : capitano Urbano Gualterotti, poi sostituito dal primo tenente Angelo Larber;
  - II Compagnia : capitano Pietro Rovelli;
  - III Compagnia : capitano Alessandro Grisi, e successivamente il primo tenente Vincenzo Landi insieme al primo tenente Alessandro Bon;
  - IV Compagnia : capitano Giorgio Straolino, poi il primo tenente Pietro Valle;
  - V Compagnia : capitano Paolo Fromentini e poi il primo tenente Adriano Fabris;
  - VI Compagnia : primo tenente Giuseppe Paoli, successivamente il capitano Dott. Enrico Francia;

La Compagnia Sottufficiali fu poi separata e messa al comando del capitano Luigi Seismit-Doda.
Totale: 515 uomini.

## In difesa di Venezia

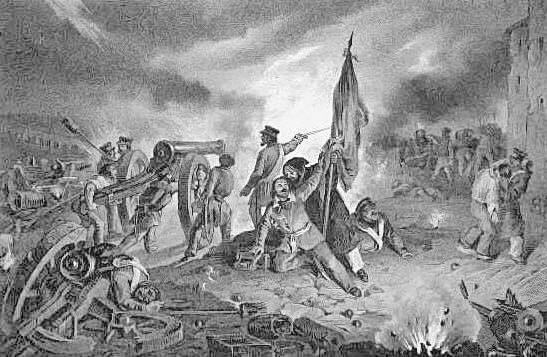
Un episodio del bombardamento di Forte Marghera del maggio del 1849.

Il 30 gennaio 1849 la IV Legione di Linea veneta fu incorporata nella Prima Brigata dell'Esercito Veneto, sotto il comando del generale Rizzardi. Alla fine di marzo, una parte del Primo e Secondo battaglione vennero trasferiti a Forte Manin. Il 4 maggio 1849, durante il bombardamento di Forte Marghera, la IV Legione si impegnò nella sua difesa, suscitando le lodi del comando veneto, tanto che il colonnello Girolamo Ulloa, divenuto da poco comandante della piazzaforte, scriverà: «i nomi tutti [...] della Quarta Legione di linea avevano diritto di essere ricordati come benemeriti della patria»
Durante l'assedio, gli assediati cercarono più volte di effettuare delle sortite, che tuttavia spesso si dimostrarono inconcludenti e troppo dispendiose in termini di vite umane. Il 12, il Primo Battaglione, tentò una delle ultime sortite, insieme agli artiglieri di Forte Manin, comandati dal tenente Giovanni Andreasi, riuscendo a distruggere qualche opera austriaca presso Campalto costringendo i presidi austriaci ad una repentina fuga. Gli austriaci, nei giorni successivi, erano riusciti a rafforzare le loro posizioni attorno a Forte Marghera e le sortite si resero impraticabili. Il 26 maggio, gli austriaci sferrarono l'assalto finale a Forte Marghera, nonostante i disperati tentativi di difesa i difensori veneti furono costretti ad abbandonare il forte.
La IV Legione si ritirò sul ponte della ferrovia, per difendere la città di Venezia dagli assalti austriaci che sempre più minacciavano la città. A fine giugno, il reggimento venne inviato alla difesa del Lido di Venezia e successivamente a Chioggia. Da qui, il primo agosto, la IV Legione prese parte all'azione del colonnello Sirtori, eseguendo una mirabile sortita a Conche.
Nonostante la volontà dei soldati di continuare a combattere, la popolazione veneziana era ormai allo stremo. A Venezia, lo scoppio di un'epidemia di colera, insieme alla mancanza di cibo e di scorte, costrinse i capi politici alla resa. Nei giorni successivi, tutti i reggimenti veneti e gli altri corpi volontari e irregolari si radunarono in Laguna. Il 22 agosto venne firmata la capitolazione della Repubblica di San Marco. Tutti i reggimenti in servizio per la Repubblica furono invitati allo scioglimento. La IV Legione e le sue componenti, radunatasi a Venezia, venne sciolta nei giorni successivi la capitolazione.
Durante le operazioni militari, a partire dal luglio del 1848 fino alla capitolazione di Venezia, la Legione Galateo, poi IV Legione di Linea Veneta (contando solo il primo battaglione), ebbe un totale di 22 morti e 67 feriti tra ufficiali, sottufficiali e soldati.